# John de Wolf
Johannes "John" Hildebrand de Wolf (Schiedam, 10 de dezembro de 1962) é um ex-futebolista holandês, que atuava como defensor.

## Carreira
John de Wolf integrou a Seleção Neerlandesa de Futebol da Copa do Mundo de 1994. 